# بینود چودهری
بینود چادهری (نپالی: बिनोद चौधरि) (زاده ۱۴ آوریل ۱۹۵۵) کارآفرین، بازرگان و مدیر ارشد اجرایی نپالی است، که در حال حاضر به‌عنوان مدیر عامل اجرایی و رئیس هیئت مدیره گروه چادهری فعالیت می‌کند.